# DSA-580
La DSA-580 es una carretera perteneciente a la Red Primaria de la Diputación Provincial de Salamanca que une las localidades de Aldeadávila de la Ribera y Barruecopardo.
Además de estas dos localidades, también pasa por La Zarza de Pumareda y atraviesa la carretera provincial DSA-560.
En 2014 se ejecutó un proyecto de para mejorar el firme.

## Origen y Destino
La carretera DSA-580 tiene su origen en Aldeadávila de la Ribera en la intersección con la carretera SA-314, y termina en la intersección con la carretera DSA-570 en Barruecopardo formando parte de la Red de carreteras de Salamanca.

## Información de Interés
| Aldeadávila de la Ribera - Barruecopardo | Aldeadávila de la Ribera - Barruecopardo | Aldeadávila de la Ribera - Barruecopardo | Aldeadávila de la Ribera - Barruecopardo | Aldeadávila de la Ribera - Barruecopardo                   | Aldeadávila de la Ribera - Barruecopardo                   | Aldeadávila de la Ribera - Barruecopardo                   | Aldeadávila de la Ribera - Barruecopardo                   | Aldeadávila de la Ribera - Barruecopardo | Aldeadávila de la Ribera - Barruecopardo | Aldeadávila de la Ribera - Barruecopardo |
| Esquema                                  | PK                                       | Sentido Barruecopardo                    | Sentido Barruecopardo                    | Sentido Barruecopardo                                      | Sentido Barruecopardo                                      | Sentido Aldeadávila de la Ribera                           | Sentido Aldeadávila de la Ribera                           | Sentido Aldeadávila de la Ribera         | Sentido Aldeadávila de la Ribera         | Incidencias                              |
| Esquema                                  | PK                                       | Velocidad                                | Elemento                                 | Salida                                                     | Salida                                                     | Salida                                                     | Salida                                                     | Elemento                                 | Velocidad                                | Incidencias                              |
| Esquema                                  | PK                                       | Velocidad                                | Elemento                                 | Dir.                                                       | Nombre                                                     | Nombre                                                     | Dir.                                                       | Elemento                                 | Velocidad                                | Incidencias                              |
| ---------------------------------------- | ---------------------------------------- | ---------------------------------------- | ---------------------------------------- | ---------------------------------------------------------- | ---------------------------------------------------------- | ---------------------------------------------------------- | ---------------------------------------------------------- | ---------------------------------------- | ---------------------------------------- | ---------------------------------------- |
|                                          | 0,0                                      |                                          |                                          | Corporario Masueco REPSOL 3,4 km                           | Corporario Masueco REPSOL 3,4 km                           | Corporario Masueco REPSOL 3,4 km                           |                                                            |                                          |                                          |                                          |
| Calle de la Fuente                       | 0,0                                      |                                          |                                          |                                                            |                                                            |                                                            |                                                            |                                          |                                          |                                          |
| Centro Urbano                            | 0,0                                      |                                          |                                          |                                                            |                                                            |                                                            |                                                            |                                          |                                          |                                          |
|                                          | 1,2                                      |                                          |                                          | ALDEADÁVILA DE LA RIBERA                                   | ALDEADÁVILA DE LA RIBERA                                   | ALDEADÁVILA DE LA RIBERA                                   | ALDEADÁVILA DE LA RIBERA                                   |                                          |                                          |                                          |
|                                          | 1,2                                      |                                          |                                          | Salto de Aldeadávila Central Hidroeléctrica de Aldeadávila | Salto de Aldeadávila Central Hidroeléctrica de Aldeadávila | Salto de Aldeadávila Central Hidroeléctrica de Aldeadávila | Salto de Aldeadávila Central Hidroeléctrica de Aldeadávila |                                          |                                          |                                          |
|                                          | 6,3                                      |                                          |                                          | LA ZARZA DE PUMAREDA                                       | LA ZARZA DE PUMAREDA                                       | LA ZARZA DE PUMAREDA                                       | LA ZARZA DE PUMAREDA                                       |                                          |                                          |                                          |
|                                          | 6,4                                      |                                          |                                          | Masueco REPSOL 6,9 km                                      | Masueco REPSOL 6,9 km                                      | Masueco REPSOL 6,9 km                                      | Masueco REPSOL 6,9 km                                      |                                          |                                          |                                          |
|                                          | 6,9                                      |                                          |                                          | Mieza                                                      | Mieza                                                      | Mieza                                                      | Mieza                                                      |                                          |                                          |                                          |
|                                          | 7,0                                      |                                          |                                          | LA ZARZA DE PUMAREDA                                       | LA ZARZA DE PUMAREDA                                       | LA ZARZA DE PUMAREDA                                       | LA ZARZA DE PUMAREDA                                       |                                          |                                          |                                          |
|                                          | 8,2                                      |                                          |                                          | Salto de Aldeadávila Central Hidroeléctrica de Aldeadávila | Salto de Aldeadávila Central Hidroeléctrica de Aldeadávila | Salto de Aldeadávila Central Hidroeléctrica de Aldeadávila | Salto de Aldeadávila Central Hidroeléctrica de Aldeadávila |                                          |                                          |                                          |
|                                          | 9,8                                      |                                          |                                          | Cerezal de Peñahorcada Vilvestre                           | Cerezal de Peñahorcada Vilvestre                           | Cerezal de Peñahorcada Vilvestre                           | Cerezal de Peñahorcada Vilvestre                           |                                          |                                          |                                          |
|                                          | 11,8                                     |                                          |                                          |                                                            | Mieza                                                      | Mieza                                                      |                                                            |                                          |                                          |                                          |
|                                          | 11,8                                     | Barruecopardo REPSOL 5,7 km              |                                          |                                                            |                                                            |                                                            |                                                            |                                          |                                          |                                          |
|                                          | 11,8                                     | Vitigudino                               |                                          |                                                            |                                                            |                                                            |                                                            |                                          |                                          |                                          |
|                                          | 11,8                                     | Aldeadávila de la Ribera                 |                                          |                                                            |                                                            |                                                            |                                                            |                                          |                                          |                                          |
|                                          | 16,8                                     |                                          |                                          | El Milano                                                  | El Milano                                                  | El Milano                                                  | El Milano                                                  |                                          |                                          |                                          |
|                                          | 16,9                                     |                                          |                                          | BARRUECOPARDO                                              | BARRUECOPARDO                                              | BARRUECOPARDO                                              | BARRUECOPARDO                                              |                                          |                                          |                                          |
|                                          | 17,3                                     |                                          |                                          |                                                            | Saucelle Vilvestre Saldeana                                | Saucelle Vilvestre Saldeana                                | Saucelle Vilvestre Saldeana                                |                                          |                                          |                                          |
|                                          | 17,3                                     | Villasbuenas REPSOL 350 m                |                                          |                                                            |                                                            |                                                            |                                                            |                                          |                                          |                                          |